# Villa Selma
Die Villa Selma liegt im Stadtteil Alt-Radebeul der sächsischen Stadt Radebeul, in der Gellertstraße 7. Sie wurde 1888 von den Gebrüdern Ziller errichtet und 1904 sowie 1910/12 verändert.

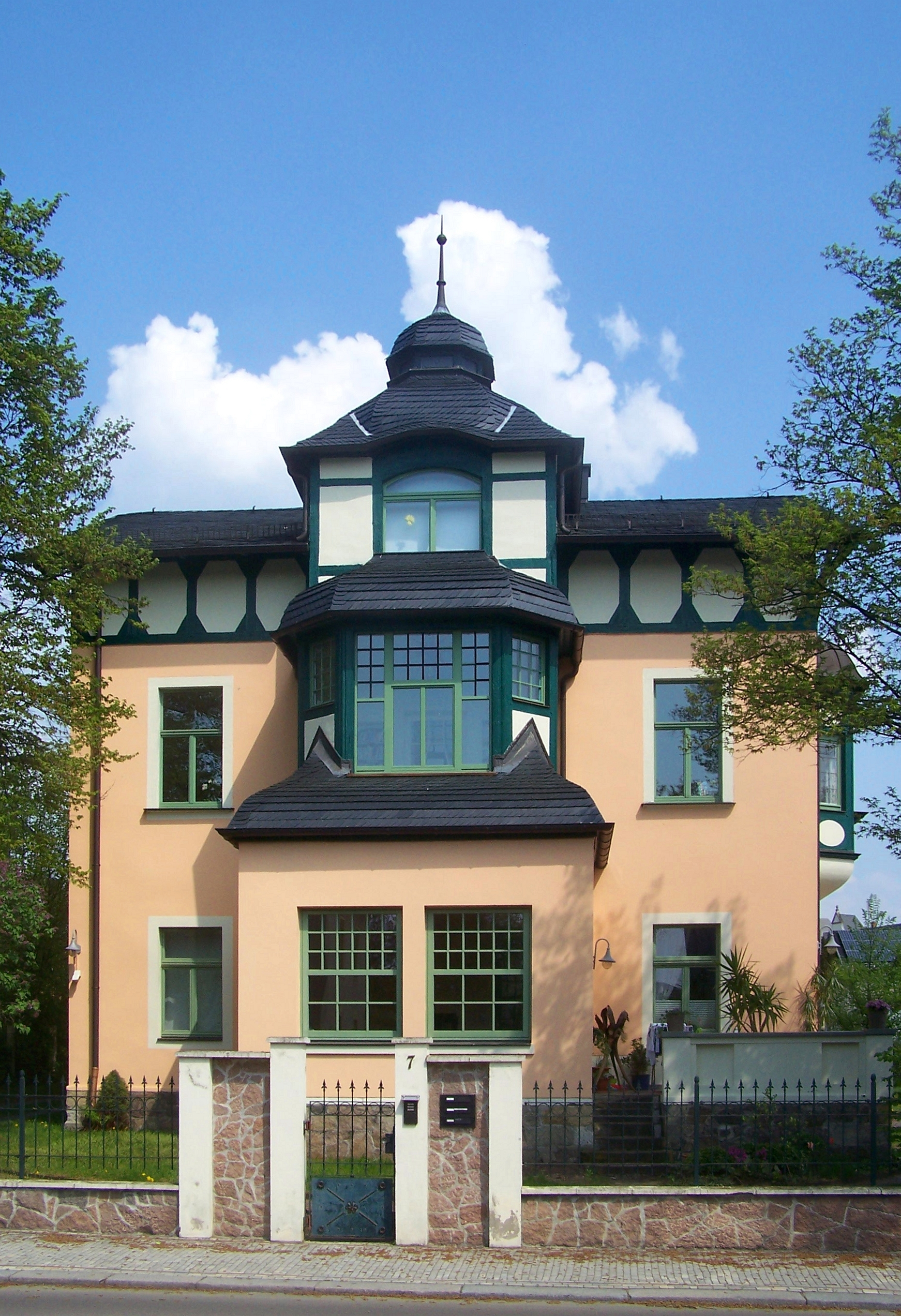
Villa Selma

## Beschreibung

Bauzeichnung Gebr. Ziller 1888, Bauzeichnung Moritz Philipp um 1910

Die zweigeschossige, unter Denkmalschutz stehende Villa hat einen L-förmigen Grundriss durch einen hohen Seitenflügel auf der rechten Seite der Rückansicht. Der Putzbau steht auf einem Bruchsteinsockel, und er hat Fachwerk im Drempel und in den Giebeln.
Das Ursprungsgebäude steht traufständig zur Straße und hat ein flach geneigtes Satteldach. In dieser Straßenansicht dominiert ein zum Teil in Fachwerk ausgeführter, turmartiger Mittelrisalit, dessen drei Geschosse durch „rückspringende[…] und anders gestaltete[…], stets geschweifte[…] Verdachungen“ voneinander abgegrenzt sind und die durch eine Kuppel mit Laterne und Spitze abgeschlossen werden. Auf der rechten Seite des Risalits liegt eine Terrasse mit Freitreppe zum Vorgarten.
In der rechten Seitenansicht des Ursprungsbaus befindet sich im Obergeschoss ein Richtung Straße ausgerichteter Erker.

## Geschichte

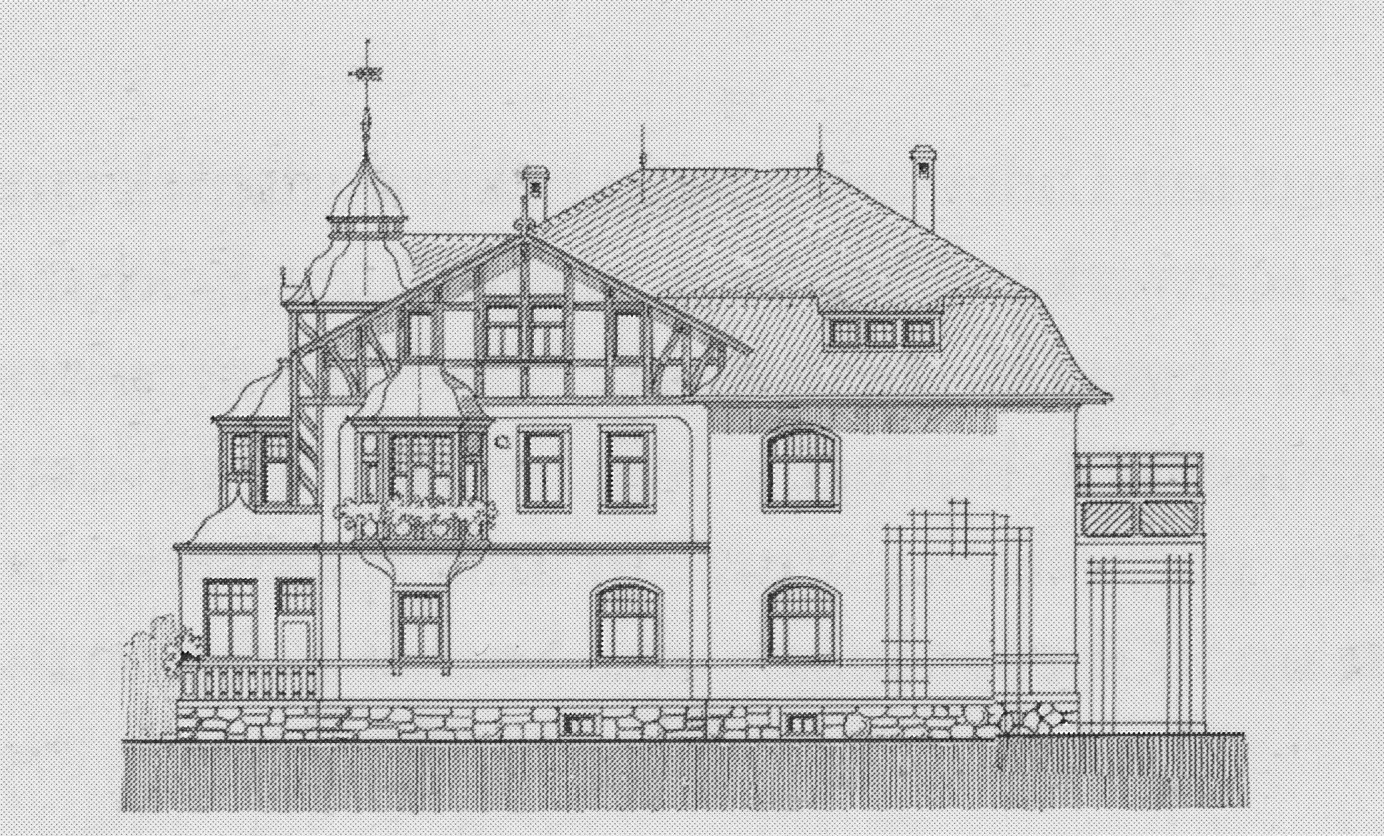
Seitenansicht mit überhöhtem hinteren Seitenflügel, Entwurf um 1910/12

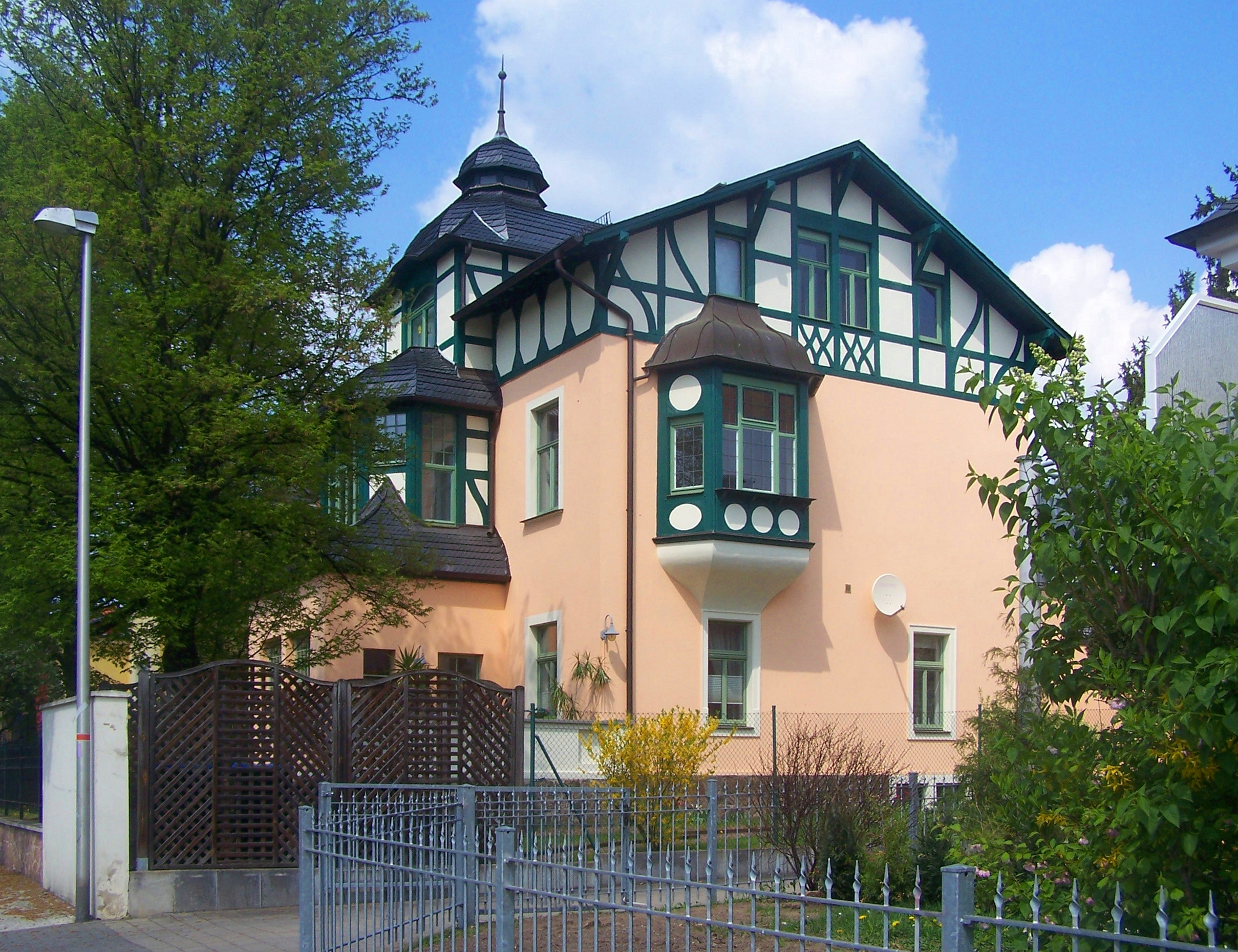
Villa Selma

Die Gebrüder Ziller errichteten in der von ihnen selbst erschlossenen Straße 1888 ein anderthalbgeschossiges Landhaus im Schweizerstil. Im Jahr 1904 veränderte das gleiche Bauunternehmen das Gebäude zur zweigeschossigen Villa durch Anhebung des Dachgeschosses sowie durch „malerische Umstilisierung teilweise zu einem Fachwerkhaus“. Die Denkmalpflege führt das Haus daher stilistisch als „ungewöhnlich gestaltete Villa im Schweizer Stil“.
Eine weitere Veränderung erfolgte wenige Jahre später durch die Baufirma Moritz Philipp: 1910 ließ der Kaufmann Otto Möbius, der etwa zeitgleich auch die nebenanliegende Villa Gellertstraße 9 verändern ließ, den Mittelrisalit in der Straßenansicht vorbauen und auch den Erker ansetzen.

## Literatur

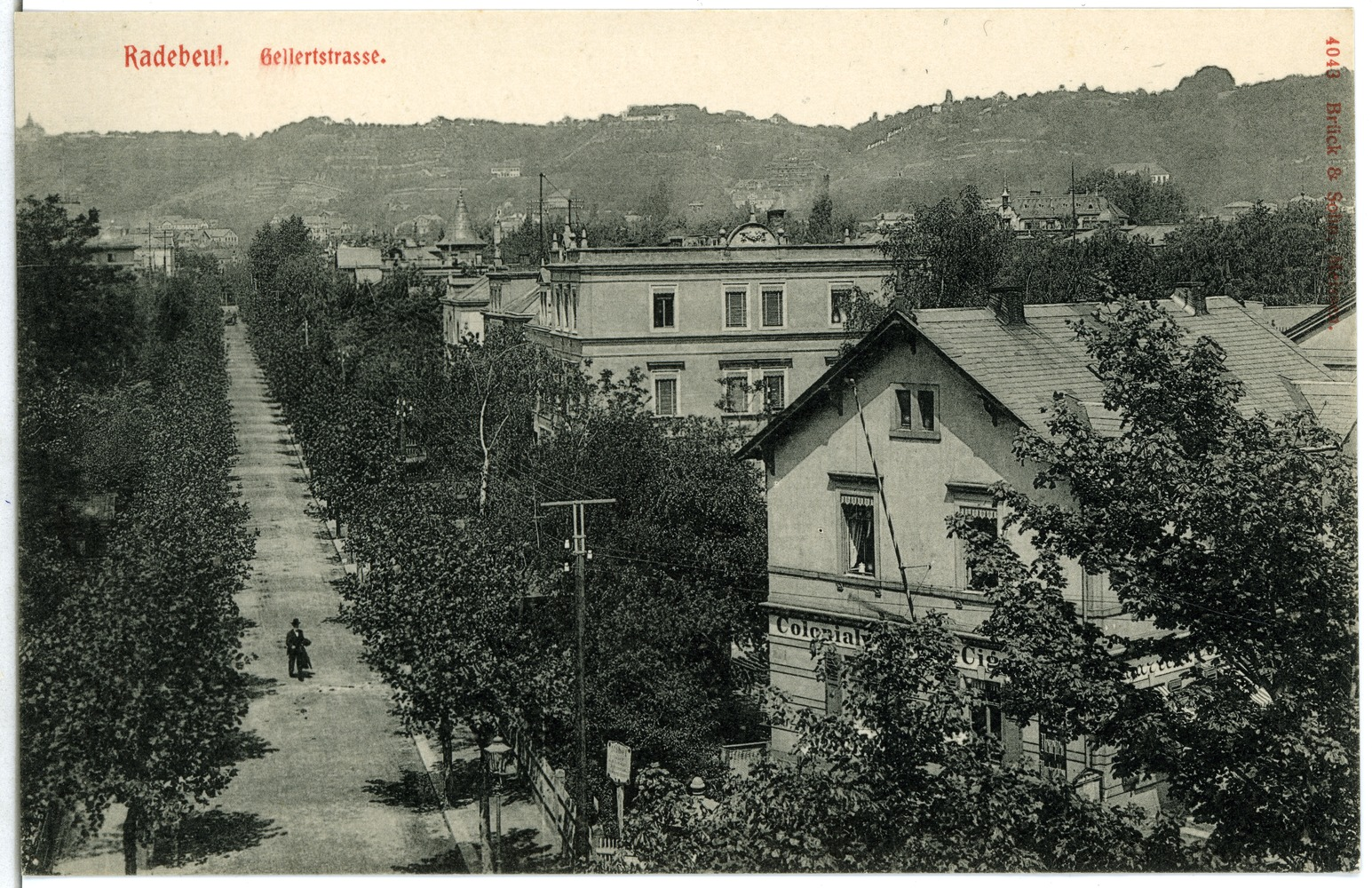
Gellertstraße 1903: In der (scheinbaren) Lücke rechts vor dem runden Treppenturm steht zwischen den zweigeschossigen Häusern die noch eingeschossige Villa Selma.